# Jina (Sibiu)
Jina es una comuna ubicada en el distrito de Sibiu, Rumania.

## Superficie
Posee una superficie de 323,5 kilómetros cuadrados.

## Demografía
Hasta 2021 la población era de 3396 habitantes, con una densidad de población de 10,50 habitantes por kilómetro cuadrado.